# Aeonium saundersii
Aeonium saundersii ist eine Pflanzenart aus der Gattung Aeonium in der Familie der Dickblattgewächse (Crassulaceae). Das Artepitheton ehrt den englischen Botaniker und Entomologen William Wilson Saunders.

## Beschreibung

### Vegetative Merkmale
Aeonium saundersii wächst als mehrjähriger, dicht verzweigter, deutlich und angenehm duftender Kleinstrauch und erreicht Wuchshöhen von bis zu 30 Zentimeter. Die mehr oder weniger glatten, fast kahlen, leicht klebrigen Triebe weisen einen Durchmesser von 1 bis 4 Millimeter auf. Ihre eher flachen Rosetten erreichen einen Durchmesser von 2,5 bis 6 Zentimeter. Innere Blätter sind mehr oder weniger aufrecht und bilden in der Trockenzeit eine kugelförmige Knospe. Die elliptischen bis verkehrt eiförmigen, grünen bis gelbgrünen, filzigen Laubblätter sind 1,2 bis 3,5 Zentimeter lang, 0,7 bis 1,3 Zentimeter breit und 0,15 bis 0,25 Zentimeter dick. Zur Spitze hin sind sie zugespitzt oder gerundet oder stumpf gerundet. Die Basis ist keilförmig oder verschmälert. Die Blattunterseite ist rötlich variegat.

### Generative Merkmale
Der lockere Blütenstand weist eine Länge von 3 bis 8 Zentimeter und eine Breite von 2 bis 15 Zentimeter auf. Der Blütenstandsstiel ist 3 bis 8 Zentimeter lang. Die 12- bis 16-zähligen Blüten stehen an einem 3 bis 12 Millimeter langen, schwach flaumhaarigen Blütenstiel. Ihre Kelchblätter sind schwach flaumhaarig. Die gelben, verkehrt lanzettlichen, zugespitzten Kronblätter sind 6 bis 9 Millimeter lang und 1,5 bis 2,5 Millimeter breit. Die Staubfäden sind kahl.

### Chromosomenzahl
Die Chromosomenzahl beträgt 2n = 36.

## Systematik und Verbreitung
Aeonium saundersii ist auf La Gomera in Höhen von 150 bis 800 Metern verbreitet.
Die Erstbeschreibung durch Carl August Bolle wurde 1859 veröffentlicht. Ein nomenklatorisches Synonym ist Sempervivum saundersii (Bolle) Christ (1888).

## Nachweise